# Potluck (pasto)

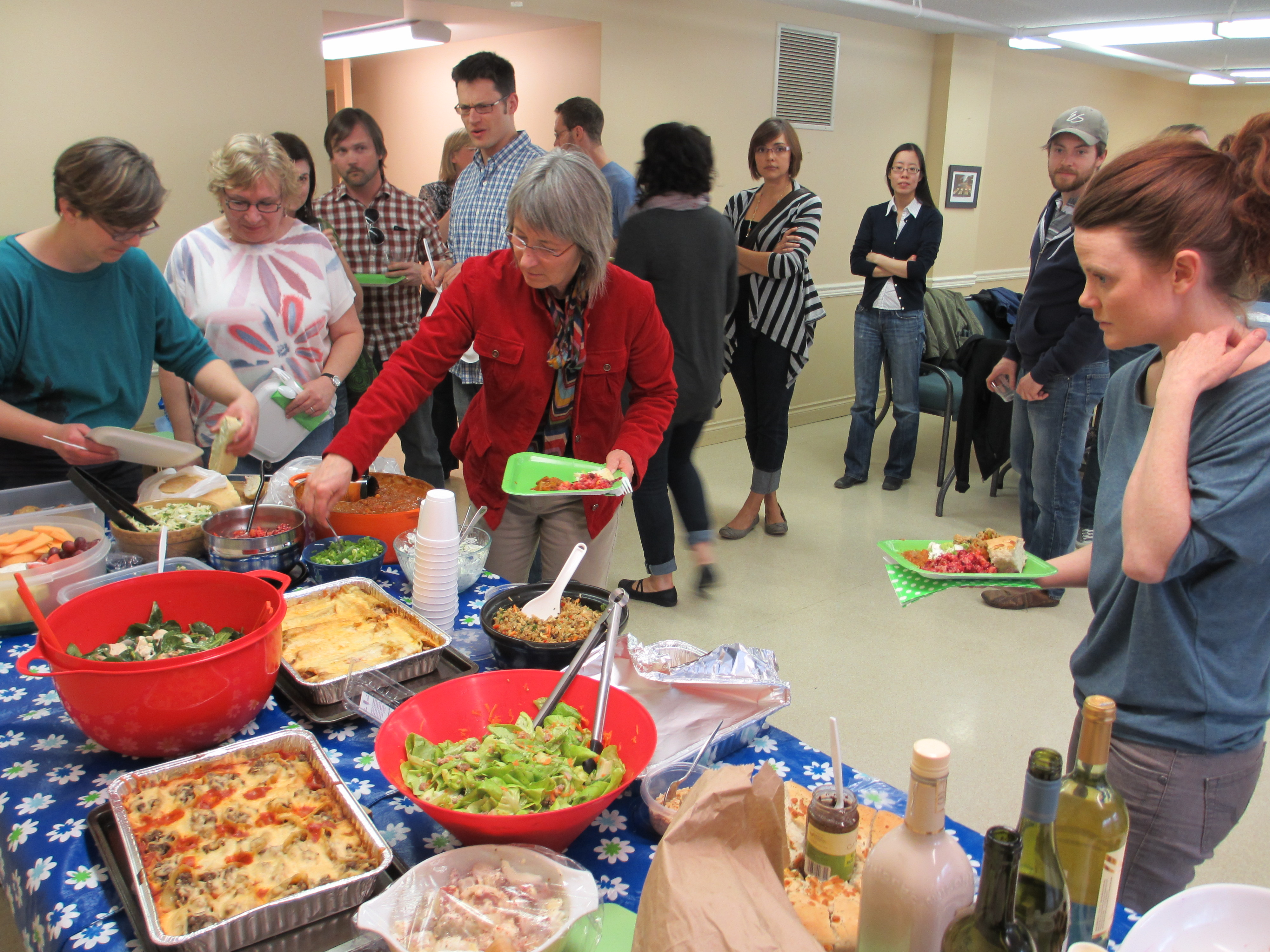
Gente a un potluck

Il termine potluck, anche nelle forme pot luck o pot-luck, indica, nell'inglese americano un buffet nel corso del quale ciascun commensale porta del cibo da condividere con gli altri partecipanti. Nel Regno Unito e in Australia il termine ha invece una diversa accezione, indicando un pasto per un ospite preparato con quello che è disponibile in casa.

## Etimologia e storia
L'usanza di condividere del cibo assieme ad altri commensali ha origini antiche ed è diffusa in più parti del mondo. Stando anche a quanto conferma l'Oxford English Dictionary, il termine inglese pot-luck,  risale al sedicesimo secolo. La parola appare, nella forma pot-lucke, nelle opere dell'autore Thomas Nashe, stando al quale proverrebbe dalla frase the luck on the pot (lett. "la fortuna nel piatto") e indicherebbe del "cibo destinato a un ospite inaspettato o non invitato". Secondo alcuni, i potluck statunitensi avrebbero avuto origine nell'Ottocento; alcune di quelle fonti riportano che i banchetti sarebbero originari degli anni sessanta del secolo, quando i coloni luterani e scandinavi stanziati nel Minnesota si riunivano per scambiare le semenze e gli ortaggi raccolti. Altri presumono che i banchetti nel corso dei quali viene condiviso il cibo portato dai partecipanti risalga all'epoca della grande depressione degli anni trenta.
L'usanza di portare del cibo a casa di amici secondo la maniera britannica è diffusa anche in Australia. Sull'isola il potluck viene indicato con il termine bring a plate ("portare un piatto"), che è comparsa in un elenco stilato dall'Australian Migration Office di espressioni gergali che i nuovi arrivati devono conoscere.
Oggi i potluck sono una tradizione consolidata in tutto il Nord America, vengono tenuti per risparmiare sui costi individuali e sono organizzati nelle parrocchie e in occasione delle raccolte fondi. A conferma del successo che rivestono negli USA sono stati dedicati diversi articoli e ricettari che offrono anche consigli sul come gestire i potluck e quali pietanze portare in tali occasioni.